# Tadeusz Chwalibóg
Tadeusz Justyn Józef Chwalibóg (ur. 7 października 1863 w Warszawie, zm. 17 listopada 1942 w Mysłowie) – polski ziemianin, polityk i działacz społeczny, poseł na Sejm I kadencji w II RP z ramienia Związku Ludowo-Narodowego.

## Życiorys
W 1886 ukończył Instytut Gospodarstwa Wiejskiego i Leśnictwa w Puławach. 
Od 1902 pracował w organizacji syndykatu rolniczego i w Towarzystwie Rolniczym w Piotrkowie. W 1905 przystąpił do Stronnictwa Narodowo-Demokratycznego, którego struktury organizował na terenie okręgu piotrkowskiego. W 1906 został prezesem radomszczańskiego koła Polskiej Macierzy Szkolnej. Podczas wyborów do Dumy w 1907 z ramienia Narodowej Demokracji został wybrany delegatem do radomszczańskiego powiatowego zgromadzenia wyborczego w ramach kurii wielkiej własności ziemskiej. Był radcą Towarzystwa Kredytowego Ziemskiego w Piotrkowie oraz radcą Komitetu Towarzystwa Kredytowego Ziemskiego. Należał do niego majątek ziemski w Mysłowie. Był członkiem zarządu Wydziału Kółek Towarzystwa Rolniczego Łukowskiego. Należał do Stowarzyszenia Spożywców w Żelechowie.
W latach 1914-1916 był członkiem rady powiatowej, zaś w latach 1916-1918 członkiem sejmiku powiatowego w Łukowie. Pełnił również funkcję prezesa rady gminy Mysłów i naczelnika milicji. Działał w Łukowskiej Powiatowej Rady Opiekuńczej. Był członkiem rzeczywistym Towarzystwa Szkoły Mazowieckiej.
W wyborach w 1922 kandydował bezskutecznie z listy nr 8 (Chrześcijański Związek Jedności Narodowej) w okręgu wyborczym nr 24 (Łuków). 20 stycznia 1925 objął mandat poselski w miejsce Tadeusza Anastazego Prószyńskiego, który zmarł w trakcie kadencji. W Sejmie był członkiem klubu Związku Ludowo-Narodowego. Należał do komisji rolnej.
Zmarł 17 listopada 1942 w Mysłowie. Został pochowany na cmentarzu parafialnym w Wilczyskach (kwatera 2-0-19).

## Rodzina
Był synem Hipolita, prawnika, i Ludwiki ze Ślaskich. Był wnukiem Karola Chwaliboga, urzędnika, członka Warszawskiego Departamentu Rządzącego Senatu. Jego kuzynem był Feliks Chwalibóg, literat i filozof. 
5 września 1899 w kościele św. Andrzeja w Sieciechowicach ożenił się z Jadwigą Bukowską, z którą miał syna Tadeusza Feliksa Gabriela i dwie córki: Ludwinę po mężu Maryewską oraz Zofię po mężu Kühn. Jego wnuczkami (córkami Tadeusza Feliksa Gabriela) były: Maria Chwalibóg, aktorka, oraz Elżbieta Chwalibóg, żona Zbigniewa Cybulskiego.